# TV-teater i Sverige

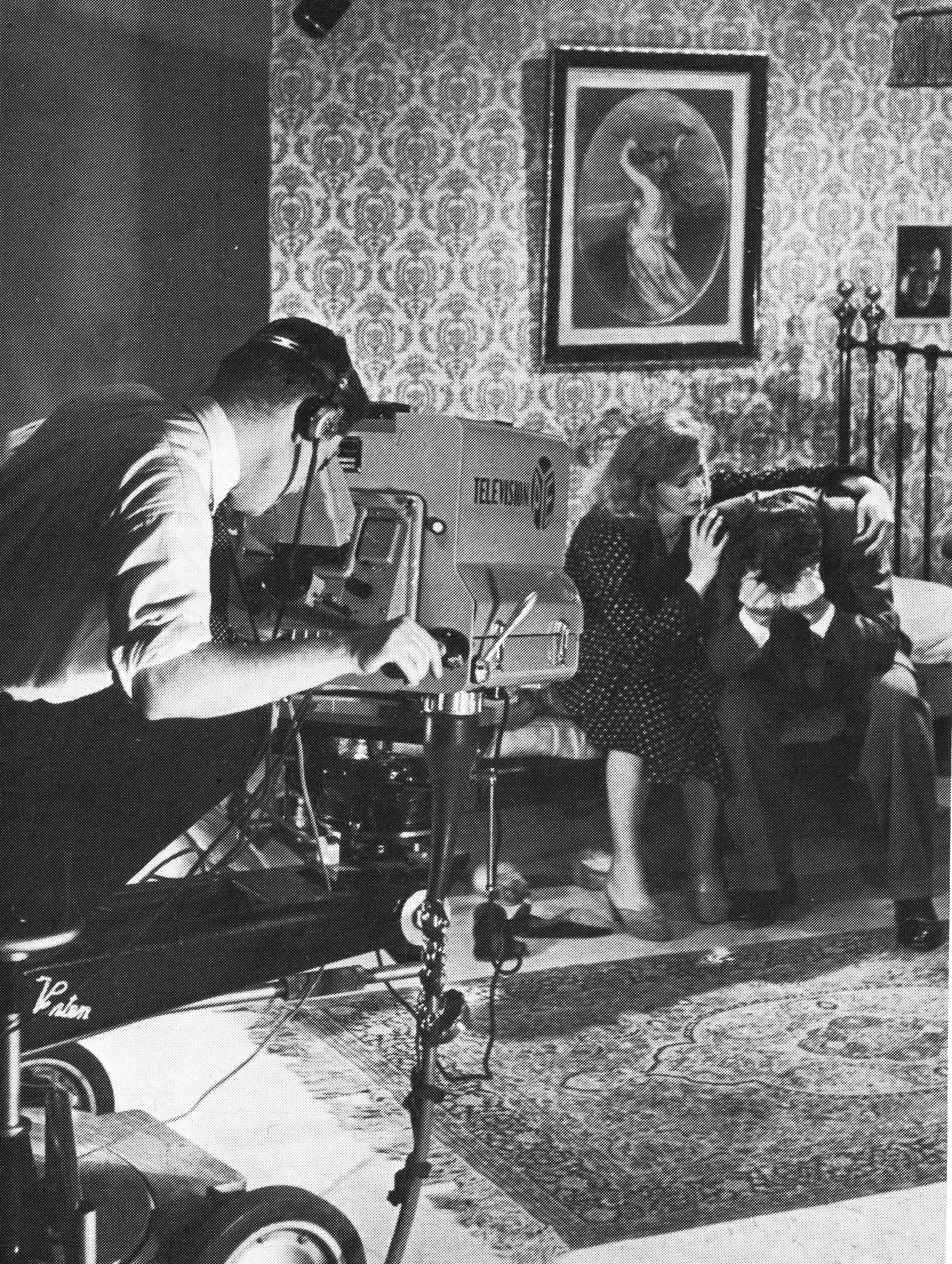
O'Neills Hopsvetsade, med Ingrid Borthen och Bertil Anderberg. Första tv-teaterföreställningen i Sverige, på Liseberg den 20 maj 1950.

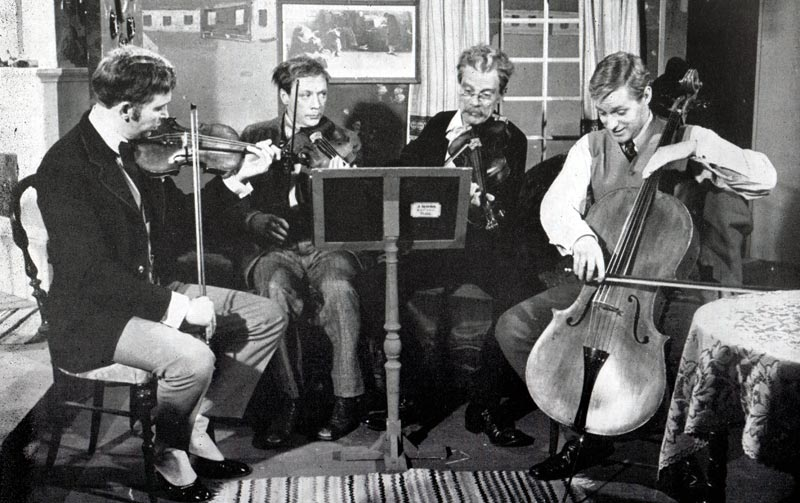
Kvartetten som sprängdes. TV-teater 1962. Medverkande: Ove Tjernberg, Allan Edwall, Olof Widgren och Lars Lind.

TV-teater är en pjäs som är skriven och filmad för visning i TV. Den kan antingen vara producerad av ett TV-bolag eller producerad av en institution och ensemble som producerar teater för TV. En TV-teater brukar vara inspelad på en teater utan publik eller i studiomiljö. Ofta är det längre scener och färre miljöombyten än i andra dramaproduktioner. I Sverige visade Sveriges Radio (nuvarande SVT) TV-teatrar från 1950-talet när TV-sändningarna inleddes. TV-teatrarna i Sverige dog ut efter 1980-talet. TV-teatern skulle fungera folkbildande. Den svenska TV-teaterns förebild var de pjäser som sändes av BBC.
TV-teaterns förste chef var Henrik Dyfverman (chef 1956–1968), och 1958 anställdes en fast ensemble bestående av åtta skådespelare. Anledningen till att man valde att ha en fast ensemble var att man inte ville vara tvungen att lita på teatrarnas välvilja att låna ut skådespelare. Under 1960-talet växte ensemblen och när den var som störst var ett tjugotal skådespelare knutna till den. Ensemblen försvann 1973, men en särskild ensemble för de båda TV-kanalerna fanns 1980–1987. Åren 1969–1983 leddes teatern (som sände sina föreställningar i den nybildade TV 2) av Lars Löfgren.
Med anledning av covid-19-pandemin i början av 2020-talet väckte femtiotals svenska film- och teaterprofiler debatt om att återuppliva TV-teatern i Sverige i syfte att nå ut med teatern till människor i hela landet. Bland namnen fanns Maria Blom, Reine Brynolfsson, Lena Endre, Marie Göranzon, Peter Haber, Lena T. Hansson, Krister Henriksson, Melinda Kinnaman, Sissela Kyle, Jan Malmsjö och Gunilla Röör. Programdirektören på SVT, Eva Beckman, kallade initiativet intressant, men ansåg att SVT sände annan scenkonst som hon menade låg rätt i tiden.

## Förteckning över uppsättningar
- Förteckning över uppsättningarna spelåret 1954/55
- Förteckning över uppsättningarna spelåret 1955/56
- Förteckning över uppsättningarna spelåret 1956/57
- Förteckning över uppsättningarna spelåret 1957/58
- Förteckning över uppsättningarna spelåret 1958/59
- Förteckning över uppsättningarna spelåret 1959/60
- Förteckning över uppsättningarna spelåret 1960/61
- Förteckning över uppsättningarna spelåret 1961/62
- Förteckning över uppsättningarna spelåret 1962/63
- Förteckning över uppsättningarna spelåret 1963/64
- Förteckning över taluppsättningarna spelåret 1964/65
- Förteckning över taluppsättningarna spelåret 1965/66
- Förteckning över taluppsättningarna spelåret 1966/67
- Förteckning över taluppsättningarna spelåret 1967/68
- Förteckning över taluppsättningarna spelåret 1968/69